# Barbara Werdmüller-Wydenmann

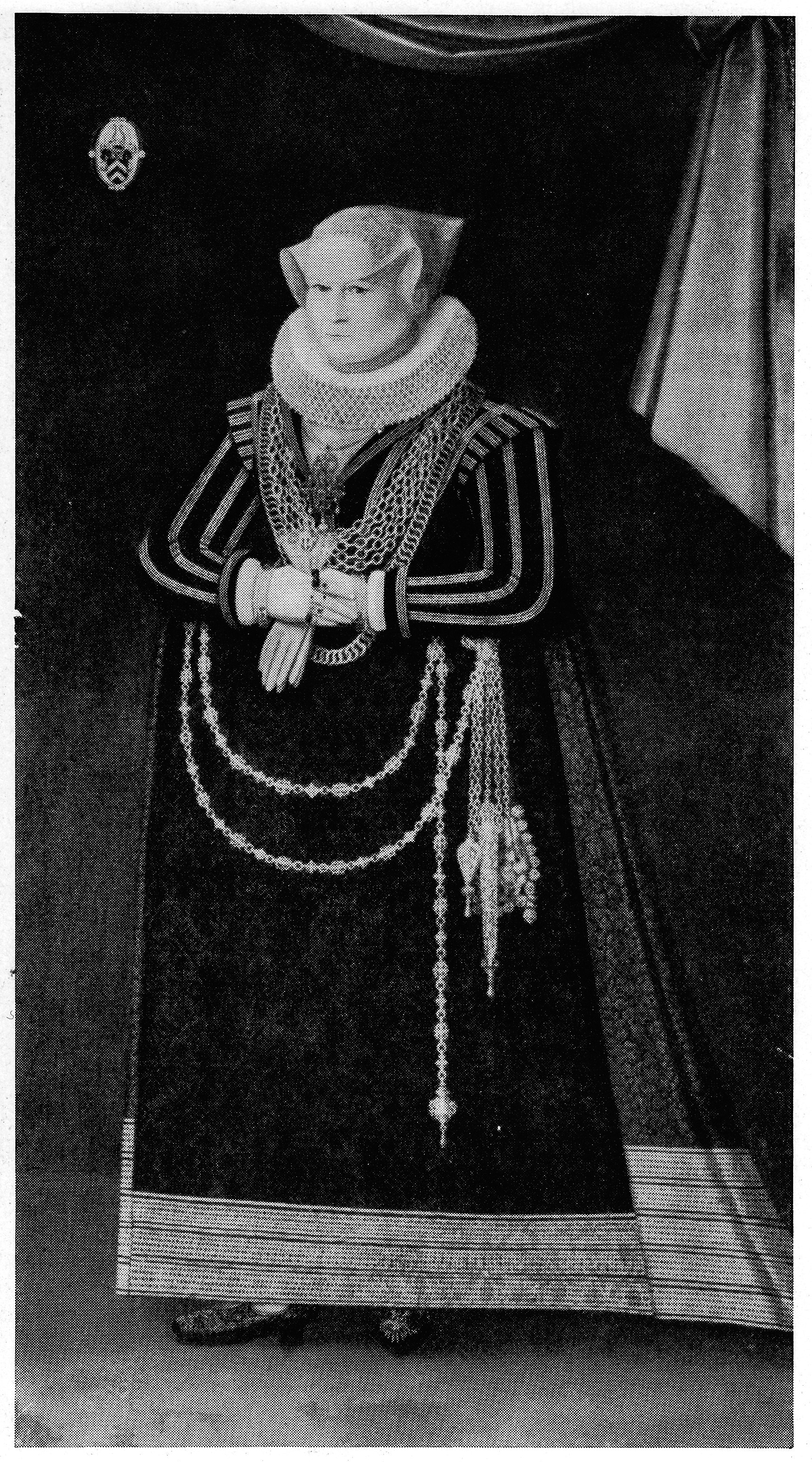
Barbara Werdmüller-Wydenmann, 1622

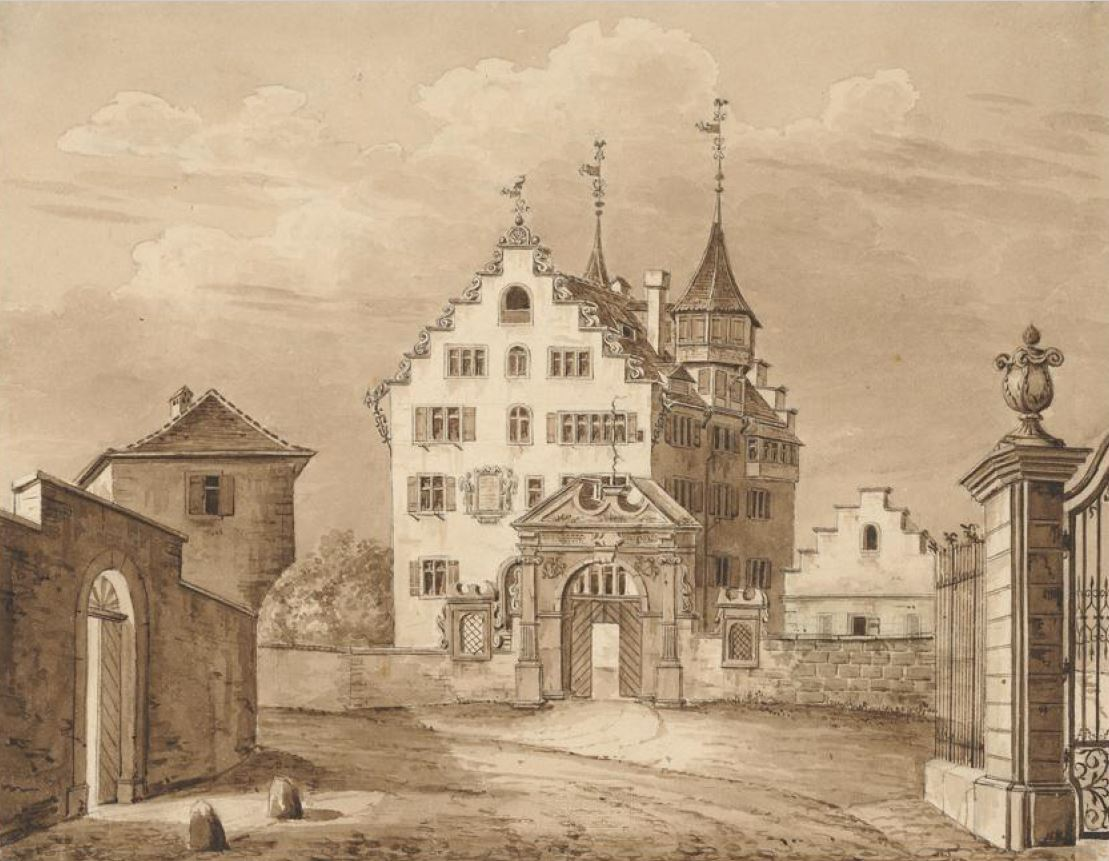
«Alter Seidenhof», um 1855

Barbara Werdmüller-Wydenmann (* 1587 in Konstanz; † 10. Februar 1624 in Zürich) war eine Seidenfabrikantin in Zürich.

## Leben
Barbara Wydenmann war die Tochter eines reichen Konstanzer Kaufmanns. Sie heiratete den Zürcher Fabrikanten Hans Rudolf Werdmüller, Sohn des David Werdmüller († 1617), und wurde Mutter der 1614 und 1616 geborenen Söhne Hans Rudolf und Hans Georg Werdmüller. In zweiter Ehe ehelichte sie 1618 den Ritter Hans Caspar Schmid (1587–1638), der 1616 die Constaffel im Grossen Rat der Stadt vertrat.
Als Witwe übernahm Werdmüller-Wydenmann die Leitung des Seidenhandels im «Alten Seidenhof». Als Katholikin war sie glaubensbedingt aus der Zürcher Gesellschaft ausgeschlossen. Mit der Zurschaustellung ihres Reichtums sowie ihres Vermögens und ihrer Geschäftstüchtigkeit konnte sich Werdmüller-Wydenmann über die Barrieren hinwegsetzen. Ihre Söhne wurden, für Zürich unüblich, fortschrittlich erzogen. Sie waren wie der Vater reformiert. Ihr zweiter Ehemann führte 1624 nach ihrem Tod das Unternehmen weiter.

## Belege
1. 1 2  Martin Lassner: Barbara Werdmüller-Wydenmann. In: Historisches Lexikon der Schweiz.  3. Oktober 2013.

| Personendaten    | Personendaten                                                                              |
| ---------------- | ------------------------------------------------------------------------------------------ |
| NAME             | Werdmüller-Wydenmann, Barbara                                                              |
| ALTERNATIVNAMEN  | Wydenmann, Barbara (Geburtsname); Werdmüller, Barbara (Ehename); Schmid, Barbara (Ehename) |
| KURZBESCHREIBUNG | Seidenfabrikantin in Zürich                                                                |
| GEBURTSDATUM     | 1587                                                                                       |
| GEBURTSORT       | Konstanz                                                                                   |
| STERBEDATUM      | 10. Februar 1624                                                                           |
| STERBEORT        | Zürich                                                                                     |